# Fixkostenproportionalisierung
Fixkostenproportionalisierung ist in der Kostenrechnung die Aufteilung anfallender Fixkosten auf die einzelnen Produkteinheiten, um auf diese Weise die gesamten Stückkosten einer Produkteinheit zu ermitteln.

## Allgemeines
Im Regelfall weisen Unternehmen keinen konstanten Auslastungsgrad auf, sondern die Kapazitätsauslastung unterliegt nachfrageabhängigen Schwankungen. Diese Schwankungen führen im Extremfall entweder zu Unterbeschäftigung (etwa durch Kurzarbeit) oder Überbeschäftigung (Überstunden), was bei der Istkostenrechnung eine sachgerechte Kostenanalyse im Kostenmanagement beeinträchtigt. Deshalb versucht die Normalkostenrechnung unter anderem, Schwankungen der Ausbringungsmenge (Beschäftigungsschwankungen) rechnerisch auszugleichen. Das Problem der Fixkostenproportionalisierung ist hierdurch zwar nicht eliminiert, aber durch Orientierung an einer rechnerischen durchschnittlichen Beschäftigung nivelliert.

## Ermittlung
Die Stückkosten {\displaystyle k} setzen sich zusammen aus den variablen Stückkosten {\displaystyle k_{v}} und den gesamten Fixkosten {\displaystyle K_{f}}, wobei letztere durch die Ausbringungsmenge {\displaystyle x} zu dividieren sind:
{\displaystyle k=k_{v}+{K_{f} \over x}}.
Je höher die Ausbringungsmenge ist, desto geringer sind die fixen Stückkosten und umgekehrt.

## Fixkostendegression
Fixkostendegression liegt vor, wenn sich – bei einer gegebenen Betriebsgröße – die konstant bleibenden Fixkosten bei zunehmender Ausbringungsmenge durch sinkende Stückkosten bemerkbar machen:
{\displaystyle \lim _{x\to \infty }{k_{v}+{K_{f} \over x}=k_{v}}}.
Das bedeutet, dass die gesamten Stückkosten mit jeder zusätzlich produzierten Einheit abnehmen und sich den variablen Kosten annähern. Die Kostenfunktion der Stückkosten verläuft mithin degressiv. 
Hieraus resultiert das Unternehmensziel der Unternehmen, möglichst nach Vollbeschäftigung zu streben. Hierdurch werden vorhandene Leerkosten verringert und zu Nutzkosten verwandelt. Der Effekt der Fixkostendegression spielt im Gesetz der Massenproduktion eine wesentliche Rolle. Sie führt dazu, dass Unternehmen ihre Preise senken können (wie etwa im Massentourismus) oder bei konstant bleibenden Preisen ihre Gewinne steigern. Das eröffnet ihnen Kostenvorteile gegenüber Wettbewerbern.

## Wirtschaftliche Aspekte
Die Verteilung der Fixkosten auf die Ausbringungsmenge ist zur Vorbereitung unternehmerischer Entscheidungen bzw. der Planung von Kosten im Rahmen des Controlling ungeeignet. Die Fixkosten werden unberechtigterweise den einzelnen Produkteinheiten zugerechnet, obwohl sie mit deren Entstehung und insbesondere der Ausbringungsmenge in der Regel in keinem Zusammenhang stehen. So ist beispielsweise eine Maschine zur Herstellung von Produkten notwendig, allerdings sind die dadurch entstehenden Fixkosten (z. B. Abschreibungen, Mietkosten der Produktionshalle) unabhängig davon, wie viele Produkte später mit dieser Maschine hergestellt werden. Durch die Fixkostendegression werden die Stückkosten mit jeder neu produzierten Einheit scheinbar geringer. Allerdings handelt es sich dabei nur um eine „künstliche“ Einsparung, da die Fixkosten faktisch bereits geplant bzw. ausgegeben sind (sog. versunkene Kosten). Die so ermittelten Stückkosten entstehen also nicht in voller Höhe zusätzlich, wenn eine neue Produkteinheit hergestellt wird. Durch die Fixkostenproportionalisierung erhält man deshalb keinesfalls die entscheidungsrelevanten Kosten einer unternehmerischen Entscheidung.